# Ashby, Suffolk
Ashby är en ort i civil parish Somerleyton, Ashby and Herringfleet, i distriktet East Suffolk i grevskapet Suffolk i England. Orten är belägen 8 km från Lowestoft. År 1987 blev den en del av den då nybildade Somerleyton, Ashby and Herringfleet. Parish hade 65 invånare år 1961.